# 第2海兵遠征軍 (アメリカ軍)
第2海兵遠征軍（だい2かいへいえんせいぐん 2nd Marine Expeditionary Force :2MEF）はアメリカ海兵隊の海兵遠征軍の一つ。司令部はノースカロライナ州キャンプ・レジューン海兵隊基地。
地上部隊として第2海兵師団、航空部隊としての第2海兵航空団が主力であり、これに第2海兵兵站群などが加わり構成されている。大西洋側の半球が責任範囲であり、必要に応じアメリカ欧州軍、アメリカ中央軍、アメリカアフリカ軍、アメリカ南方軍に兵力を派遣する。

## 編制

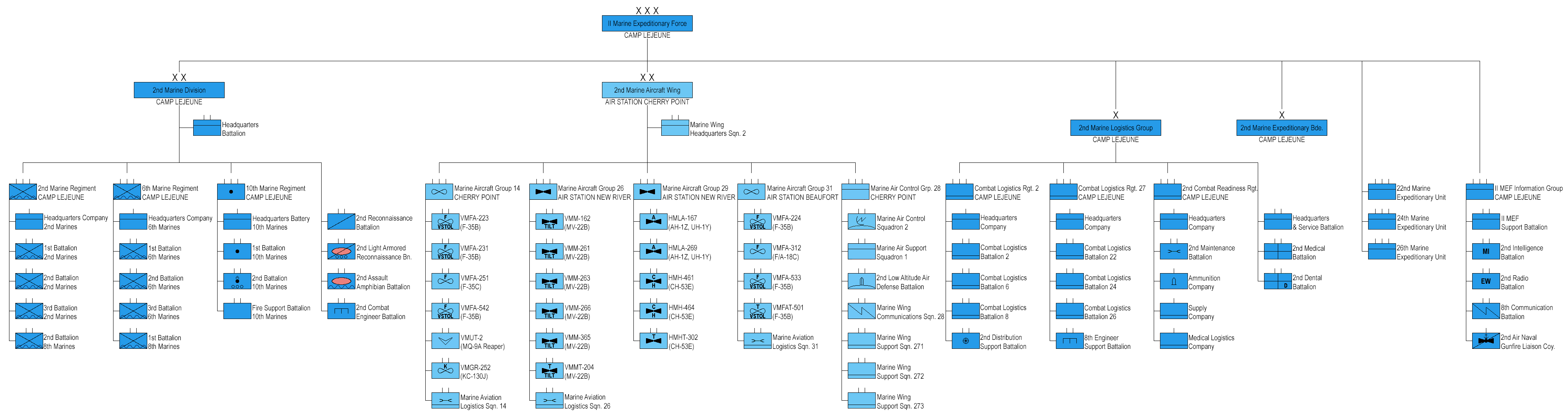
第2海兵遠征軍の組織図

- 地上戦部隊 - 第2海兵師団
- 航空戦部隊 - 第2海兵航空団
- 兵站戦部隊 - 第2海兵兵站群（英語版）
- 指揮部隊 - 第2海兵遠征軍司令部群
  - 第2海兵遠征群司令部幕僚
  - 第2情報大隊
  - 第8通信大隊
  - 第2無線大隊
  - 第2海空射撃連絡中隊
- 第2海兵遠征旅団（英語版）
- 第22海兵遠征部隊（英語版）
- 第24海兵遠征部隊（英語版）
- 第26海兵遠征部隊（英語版）